# 第34回全日本吹奏楽コンクール課題曲
第34回全日本吹奏楽コンクール課題曲は、社団法人 全日本吹奏楽連盟・朝日新聞社主催「全日本吹奏楽コンクール」の第34回（1986年）大会課題曲である。この記事では、この年の課題曲全般について、および個々の楽曲の詳細情報について記す。

## 全般的な傾向・背景など
4曲のうち2曲は、連盟の委嘱作品であった。

## [A]吹奏楽のための「変容」
瑞木薫の作曲による。

## [B]「嗚呼!」
連盟の委嘱に応じ、兼田敏が作曲した。兼田は吹奏楽曲を多く発表していた作曲家であり、課題曲もいくつか作曲していた。
曲名・曲の内容とも、心の奥にある感情を表現したものであると言われる。スコアの冒頭には「おそく、真心を込めて」という意味の指示が書かれている。全体的に遅めのテンポによる荘重な曲である。
兼田敏作品集（後述「参考文献」）でこの曲の解説文を記した成本理香は、「内面に起こることまで考えて書かれた吹奏楽曲」と、この曲を評している。

## [C]吹奏楽のための序曲
連盟の委嘱に応じ、間宮芳生が作曲した。間宮は多くの分野の作品を手がけており、その中には管弦楽曲・管楽器を含む室内楽曲もあったが、吹奏楽曲は「行進曲『岩木』」以外は発表されていなかった。
間宮の音楽には、日本の伝統音楽から素材を抽出して再構成したものがあると評されることがあるが、この曲においてもその方向性が表れており、雅楽・神楽・田楽などの要素が用いられたと言われる。

## [D]コンサート・マーチ「テイク・オフ」
建部知弘の作品を藤田玄播が補作したもの。
「マーチ」と題されているが、ゆっくりした序奏部をもつ。2006年にリメイクされたコンサート・マーチ「テイク・オフⅡ」が発表される。演奏にあたってはホルン奏者の確かな技量を要求されるものの、難易度はそれほど高くはない。

## 補足
[A]を作曲した瑞木はその後、合唱曲・映画やアニメの挿入曲・ゲーム音楽の作曲に活躍している。ただし吹奏楽曲は発表していない。